# Túnel de Bielsa
El túnel de Parzán (Bielsa) es "el hermano menor" del túnel de Bielsa-Aragnouet con 3070 metros. Se ubica entre el municipio de Bielsa y su pedanía de Parzán, 8 km al sur del túnel de Bielsa-Aragnouet, que sirve para dar continuidad al eje transfronterizo de la A-138 hacia Francia (provincia de Huesca, Aragón, España).
A pesar de que el valle del Cinca es de origen glaciar y por lo tanto, como norma general, con una llanura fluvial llana y amplia, en este tramo de cabecera del valle la sobreexcavación fluvial ha hecho un estrechamiento del valle lo que provocó que en los años 1970 se plantease la construcción de este túnel como obra de acompañamiento del túnel transfronterizo de Bielsa-Aragnouet.

## Historia
Fue construido como acompañamiento al convenio internacional entre el Gobierno español y el Consejo General del Departamento de los Altos Pirineos para la construcción del túnel de Bielsa-Aragnouet durante la década de los años 1970.

## Características
Se trata de un túnel monotubo de 189 metros de longitud con dos calzadas.